# Endrina Álvarez
Endrina Maite Álvarez Rojas (2 gennaio 1980) è una schermitrice venezuelana, specializzata nella spada.

## Palmarès
In carriera ha conseguito i seguenti risultati:
- Giochi Panamericani:

Santo Domingo 2003: bronzo nella spada individuale.